# Национална награда на Германия
„Националната награда на Германия“ (на немски: Deutscher Nationalpreis) отличава лица от съвременната история, които са се застъпили за единството и обединяването на Германия и Европа. Присъжда се от 1997 г. по правило ежегодно.
Наградата е в размер до 75 000 €. Нейните носители могат да предложат получател на поощрителна награда, възлизаща на 25 000 €.

## Носители на наградата (подбор)
- 1998: Волф Бирман
- 2001: Тадеуш Мазовецки
- 2002: Гюнтер де Бройн
- 2003: Вацлав Хавел
- 2009: Моника Марон, Уве Телкамп
- 2010: Карл Дедециус